# Jacob Gordin
Ne doit pas être confondu avec Jacob Mikhailovich Gordin.
Jacob Gordin est un érudit et philosophe juif russe du XXe siècle (Lettonie, 1896 - Portugal, 1947).
Dispensateur d'un enseignement essentiellement oral, il est considéré comme le précurseur du renouveau de la pensée juive en France, en particulier après la Shoah,.

## Éléments biographiques
Jacob Gordin naît à Dvinsk le 22 octobre 1896 dans une famille de la bourgeoise aisée. Sa famille s'installe à Saint-Pétersbourg en 1899. Outre l'hébreu, qu'il apprend auprès d'un professeur particulier, son père, un commerçant formé dans les écoles talmudiques de Russie, lui enseigne le Talmud. Ne pouvant poursuivre ses études académiques en 1911 à cause du numerus clausus de Juifs dans les universités, Jacob Gordin étudie l'arabe coranique et le syriaque à titre privé. Entré à l'université de Saint-Pétersbourg en 1914, il étudie la philosophie, s'intéressant plus particulièrement au néo-kantisme de Hermann Cohen.
En 1917, il est séduit par l'anarchisme de Kropotkine et harangue les travailleurs à Kronstadt, mais prend ses distances avec la révolution après la victoire des bolcheviks. Parti rejoindre sa mère et sa sœur en Crimée, il fait halte au cours du voyage dans plusieurs communautés hassidiques d'Ukraine, qui l'initient à la Kabbale.
Revenu à Petrograd en 1921, il s'exile de l'Union soviétique en 1923.
Arrivé à Berlin en septembre 1923, il y épouse une amie d'enfance, Rachel Zaiber (1896 - 1991). Une fille, Noémi, naîtra de leur union en 1927. Il est admis à l’Akademie für die Wissenschaft des Judentums en 1924, où il publie sa thèse cinq ans plus tard. Il collabore par ailleurs à l’Encyclopedia Judaica germanophone, dirigée par Nahum Goldmann et dont la parution sera interrompue en 1934, à cause des persécutions nazies.
Il quitte Berlin en mai 1933, à la suite de l'accession de Hitler à la chancellerie du Reich.
Arrivé à Paris, Jacob Gordin n'y trouve pas de poste de recherche, en dépit des lettres de recommandation de Julius Guttmann et de l'accueil favorable des intellectuels israélites les plus éminents de l'époque. En 1937, l'Université Hébraïque de Jérusalem n'a pas non plus les moyens de lui offrir une chaire. Il dispense une série de cours sur la philosophie juive médiévale au Séminaire Israélite de France, et écrit pour plusieurs revues scientifiques juives, avant de devenir bibliothécaire de l'Alliance israélite universelle (AIU), de 1934 à 1940.
Jacob Gordin rejoint sa femme et sa fille à Beaulieu-sur-Dordogne, dans le maquis français, le 17 juin 1940. Il y donne des cours de judaïsme aux enfants d'une colonie des Éclaireurs israélites de France (EIF) à Moissac. En 1944, contraints de quitter le centre de Beaulieu à la suite des menaces de rafles, les Gordin placent les enfants en sûreté et rejoignent l'école des prophètes installée dans la ferme d’Istor à Chaumargeais, près du Chambon, où se trouve un petit groupe de chefs scouts des EIF formé par Georges Lévitte, et d'autres réfugiés, dont André Chouraqui et son épouse. Jacob Gordin et Georges Vajda leur dispensent des cours de philosophie juive et de kabbale, d'histoire de la pensée juive, etc. dans l'aile d'une ferme, dénommée l'« École des Prophètes. » Ils y demeurent jusqu'à la libération de Paris, en 1944.
Jacob Gordin reprend son poste de bibliothécaire à l'AIU, participant en outre à l'enrichissement du centre de documentation juive contemporaine. Il continue à dispenser ses cours à l'École libre d'études juives, à l'École des cadres d'Orsay fondée par Robert Gamzon, et aux camps d'été EI du Chambon et de la maison des enfants de Moissac. Il influence durablement trois grandes figures de la pensée juive française d'après-guerre, Emmanuel Levinas, André Neher et Léon Ashkénasi (dont il est « le premier maître ashkénaze »), auxquels il fait découvrir « la possibilité d'une relation entre la pensée générale et la tradition juive, formulée selon les critères de la tradition juive ».
Atteint d'une maladie vasculaire, Jacob Gordin meurt en 1947 dans un hôpital de Lisbonne où il a été transporté pour tenter une opération. Il est enterré au cimetière parisien de Bagneux.

## Œuvre
L'œuvre de Jacob Gordin a été principalement orale et la plupart de ses écrits sont parus à titre posthume. Ils ont été réunis par Marcel Goldmann et publiés par les éditions Albin Michel en 1995; les textes en allemand ont été traduits par Cyril Aslanov.

### Thèse
- (de) Untersuchungen zur Theorie des unendlichen Urteils (Recherches sur la théorie du jugement infini), publié par l'Akademie für die Wissenscaft des Judentums Verlag, Berlin 1929. Jacob Gordin y compare les dialectiques de Cohen et Hegel, mettant en évidence, bien que de façon implicite, les racines juives de la pensée du premier.

### Articles pour l’Encyclopedia Judaica
- (de) Cohen, Hermann, in Encyclopedia Judaica, éd. Eschkol, Berlin 1930, vol. 5, pp. 604-614
- (de) Crescas, Hasdaï, ibid., vol. 5, pp. 698-708
- (de) Deismus, ibid., vol. 5, pp. 892-895
- (de) Gott : in der Religionsphilosophie, ibid., vol. 7, pp. 604-614 (repris dans l’Encyclopedia Ha'ivrit, Jérusalem 1955)
- (de) Herrera, Abraham Cohen, ibid., vol. 7, pp. 1206-1210 (repris dans l’Encyclopedia Judaica anglophone, Jérusalem 1971, vol. 8, pp. 391-392)
- (de) Jehuda Halevi : Jehuda Halevi als Religionphilosoph, ibid., vol. 8, pp. 976-990
- (de) Kant, Immanuel, ibid., vol. 9, pp. 882-885
- (de) Kaspi, Joseph, ibid., vol. 9, pp. 1025-1030
- (de) Lazarus, Moritz, ibid., 1934, vol. 10, pp. 708-709

## Articles et essais
- (fr) Actualité de Maïmonide, Cahiers juifs n°10, pp. 6–10, Paris 1934
- (fr) Simon Doubnov et la philosophie de l'histoire, Cahiers juifs n°11-12, pp. 116–127, Paris 1934
- (fr) Compagnons éternels : Benedictus ou Maledictus, le cas Spinoza, Cahiers juifs n°14, pp. 104–115, Paris 1935
- (fr) Maïmonide dans la pensée du XIXe siècle, Cahiers juifs n°16-17, pp. 124–134, Paris 1935

## Sources
- Jacob Gordin, Écrits – Le renouveau de la pensée juive en France, textes réunis et présentés par Marcel Goldmann, avec préface de Léon Askénazi, éd. Albin Michel, collection Présences du Judaïsme, Paris 1995.
- Emmanuel Lévinas, "Jacob Gordin" dans Difficile liberté, Paris, LGF, Le Livre de poche, coll. « Biblio-essais », 1984